# Gaby (Ý)
Gaby là một đô thị tại vùng tự trị thung lũng Aosta phía bắc Ý. Đô thị này có diện tích km², dân số người..
Đô thị này có làng trực thuộc: hameaux: Thủ phủ, Zappegly, Pont-de-Trenta, Crusmato, Bouri, Gattinery, Yair Desor, Tzendelab, Serta Desor, Vourry, Rubin, Serta Desout, Zuino, Chanton Desor, Chanton Desout, Niel, Gruba và các địa phương: Kiamourseyra, Forvuill, Zeimalavilla, Masounozi, Riciarmeira, Lihrla, Gaby Desor, Pro Du Tucco, Yair Desout, Moulin, Palatz, Gaby Desout, Halperpein.
Đô thị này giáp các đô thị sau: Andorno Micca (BI), Brusson, Callabiana (BI), Gressoney-Saint-Jean, Issime, Piedicavallo (BI), Rassa (VC), Sagliano Micca (BI)

## Biến động dân số
| Allein • Antey-Saint-André • Aoste • Arnad • Arvier • Avise • Ayas • Aymavilles • Bard • Bionaz • Brissogne • Brusson • Challand-Saint-Anselme • Challand-Saint-Victor • Chambave • Chamois • Champdepraz • Champorcher • Charvensod • Châtilon • Cogne • Courmayeur • Donnas • Doues • Emarèse • Etroubles • Fontainemore • Fénis • Gaby • Gignod • Gressan • Gressoney-La-Trinité • Gressoney-Saint-Jean • Hône • Introd • Issime • Issogne • Jovençan • La Magdeleine • La Salle • La Thuile • Lillianes • Montjovet • Morgex • Nus • Ollomont • Oyace • Perloz • Pollein • Pont-Saint-Martin • Pontboset • Pontey • Pré-Saint-Didier • Quart • Rhêmes-Notre-Dame • Rhêmes-Saint-Georges • Roisan • Saint-Christophe • Saint-Denis • Saint-Marcel • Saint-Nicolas • Saint-Oyen • Saint-Pierre • Saint-Rhémy-en-Bosses • Saint-Vincent • Sarre • Torgnon • Valgrisenche • Valpelline • Valsavarenche • Valtournenche • Verrayes • Verres • Villeneuve |